# Via Roma (Palermo)

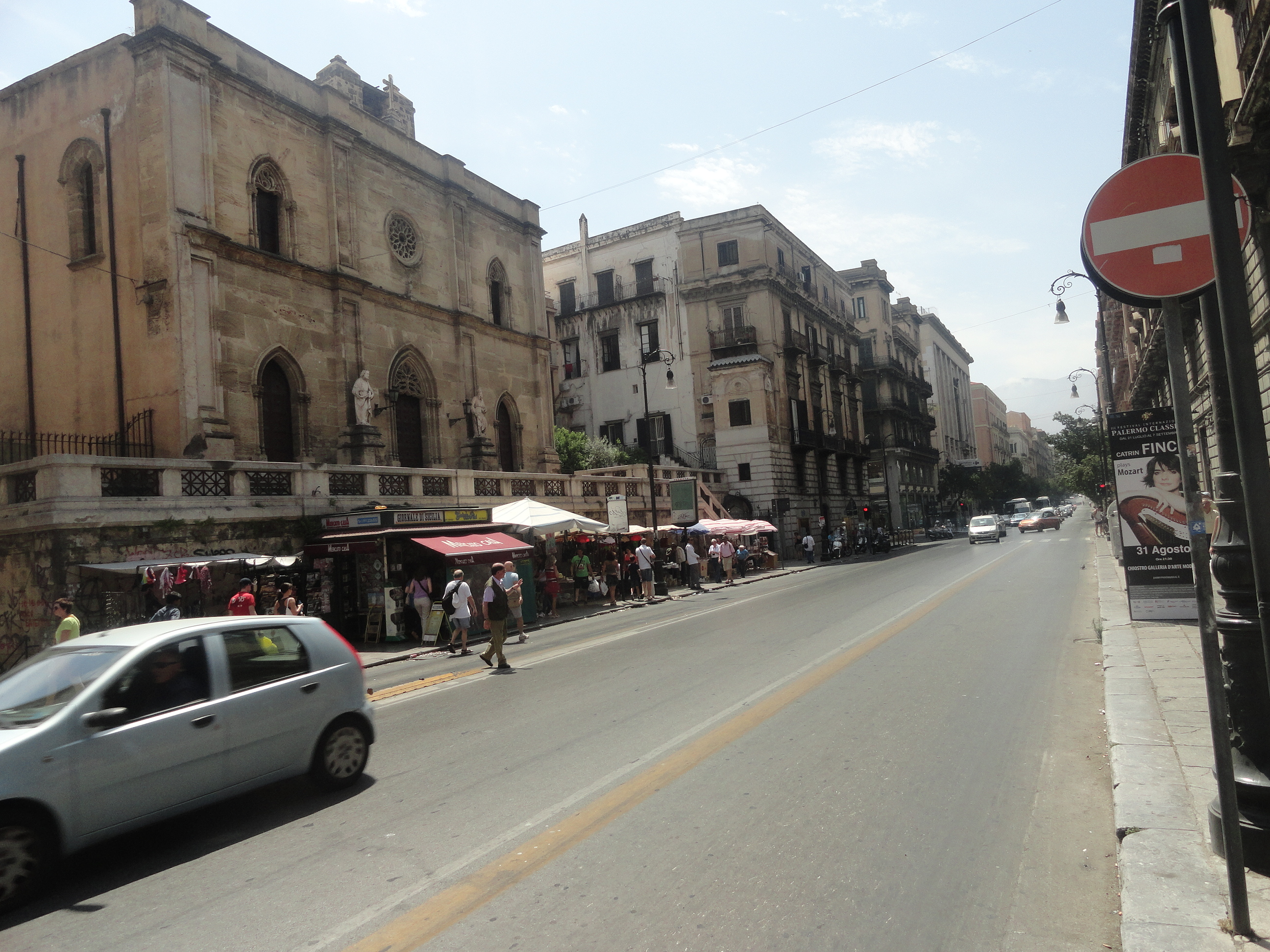
Via Roma heute. Standort oberhalb des Fruchtmarktes mit Chiesa di Sant’Antonio abate. Blick gen Süden.

Die Via Roma in Palermo ist eine wichtige innerstädtische Nord-Süd-Straßenverbindung. Sie beginnt im Süden am Hauptbahnhof und seiner vorgelagerten Piazza Giulio Cesare und endet nach etwa zwei Kilometern an der Piazza Don Luigi Sturzo nahe dem Teatro Politeama.

## Topografische Beschreibung

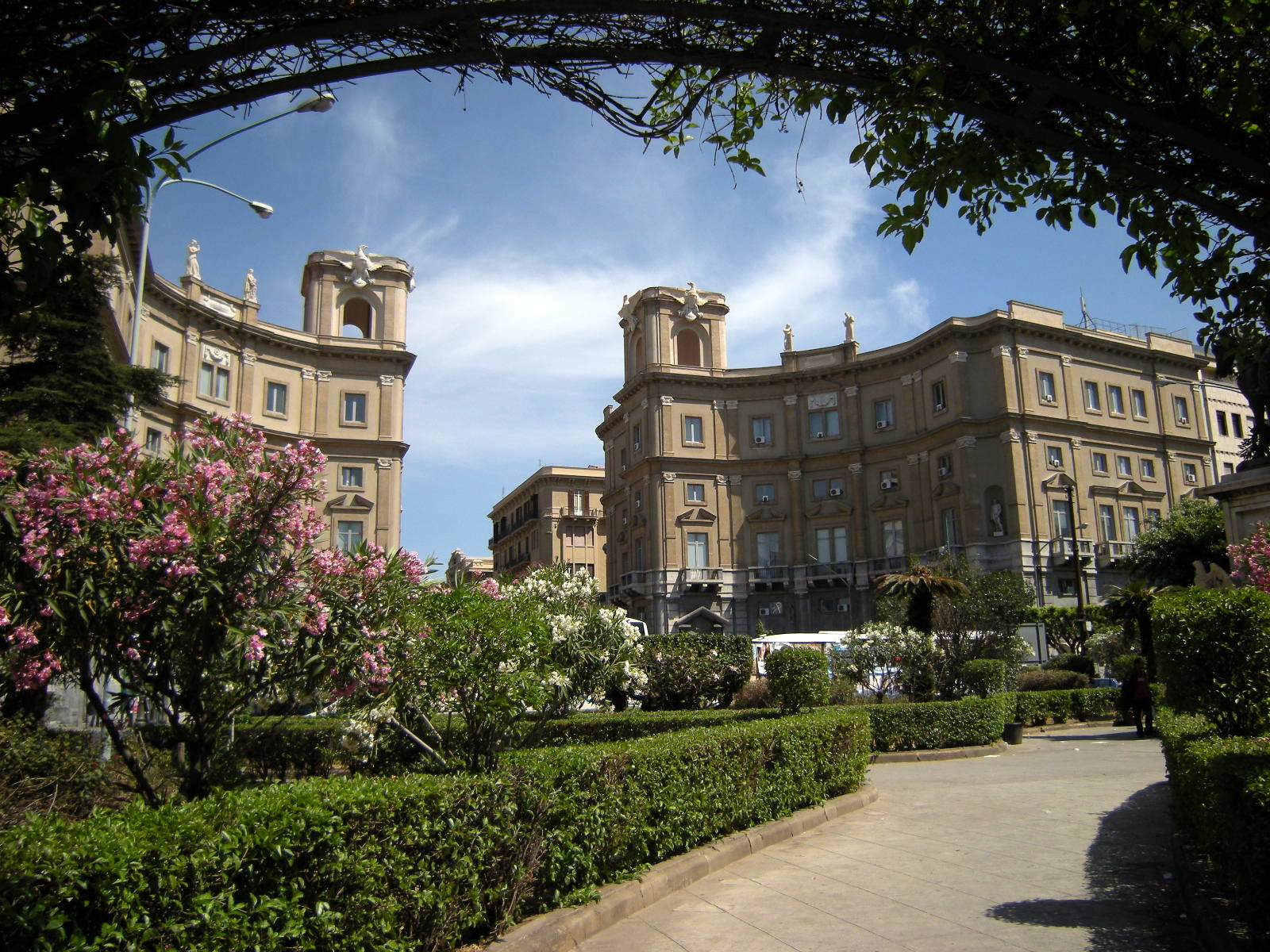
Piazza Giulio Cesare mit zweiteiligen Gebäudekomplex, der den Beginn der Via Roma markiert.

Die Straße verläuft nahezu waagerecht entlang der Küstenlinie auf etwa 30 Höhenmetern. Rechte Hand (Osten) fällt das Gelände zum Ufer und zum Hafen hin leicht ab, nach Westen hin steigt es kaum merklich an. Die nicht ganz geradlinig verlaufende Via Roma erreicht nach etwa 100 Metern das Altstadtgebiet von Palermo. Ab hier münden die Seitenstraßen nicht mehr rechtwinklig ein.
Nach dem ersten Drittel kreuzt der Corso Vittorio Emanuele, nach zwei Dritteln die Via Camillo Benso Cavour, eine weitere zur gleichen Zeit entstandene breite Verkehrsachse. Nach der Via Camillo Benso Cavour endet die Altstadt, die kreuzenden Straßen sind neueren Datums und rechtwinklig angelegt. Der Endpunkt der Via Roma wird von einem urbanen Verkehrsknoten gebildet, der Piazza Don Luigi Sturzo, etwa 100 Meter nach der Kreuzung mit der Via Camillo Benso Cavour.
Während das erste Drittel vor allem von Verwaltungsgebäuden von Behörden, Banken und Versicherungen geprägt ist, finden sich im zweiten Drittel mit dem Teatro Biondo,  der Kirche San Domenico und dem Shopping-Center La Rinascente vor allem touristische Attraktionen. Das dritte Drittel ist mit Detailhandel, Gastronomie, Kleinkunst und querender Fußgängerzone Via Principe di Belmonte eher für die palermitanische Bevölkerung interessant.

## Geschichte
Das mittelalterliche Palermo war von einer Stadtmauer umgeben und besaß seit dem Bau der Nord-Süd-gerichteten Via Maqueda 1598–1601 ein Straßenkreuz mit der Ost-West-Achse Corso Vittorio Emanuele. Die durch diese beiden Straßen abgegrenzten Stadtviertel waren etwa gleich groß und bestanden aus einem gewachsenen Netz von größeren und kleinen Straßen. Die Notwendigkeit zum Bau der Via Roma lässt sich mit einem Wort von Giuseppe Tomasi di Lampedusa belegen, der noch nach seiner Fertigstellung schrieb: 

„La via Bara all’Olivella che portava in piazza Massimo, era brulicante di miseria e di catoi e percorrerla era un affare triste. Divenne un po’ meglio quando venne tagliata la via Roma, ma rimase sempre un buon tratto da fare tra sporcizia e orrori.“

„Die Via Bara all'Olivella, die auf die Piazza Massimo führte, war voll von Elend und Erniedrigung. Entlang der Straße zu wandeln war eine traurige Angelegenheit. Es verbesserte sich mit dem Bau der Via Roma, aber es gab immer noch einen langen Abschnitt, der durch Dreck und Schrecken führte.“

### Planungen zum Bau

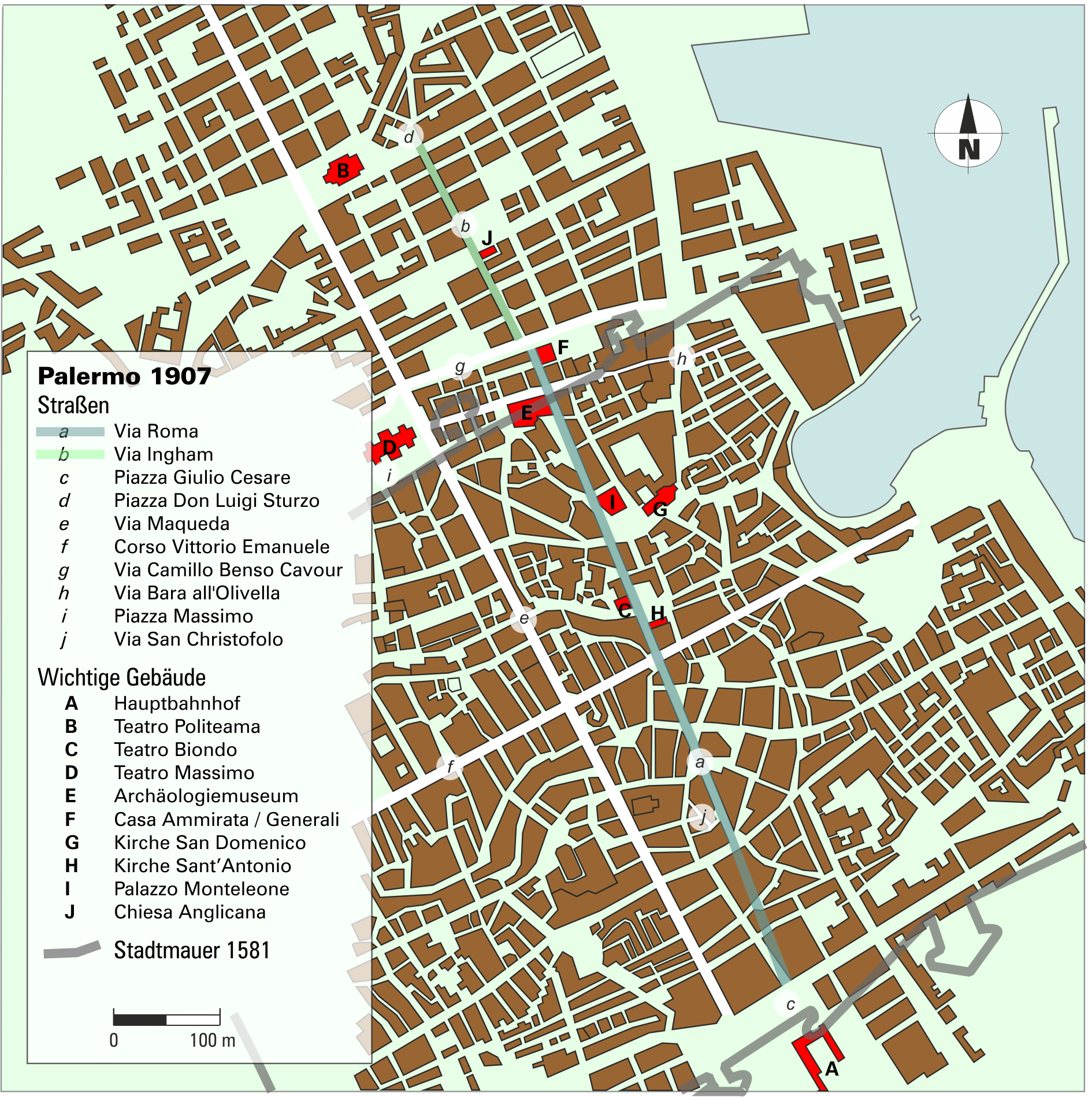
Via Roma und Via Ingham 1907

Der Bau der Via Roma fällt mit grundlegenden Stadterneuerungen zusammen, die in der Zeit nach dem Fall des Königreich beider Sizilien und dem Risorgimento 1860 überfällig wurden. Stadtpläne aus der Zeit zu Beginn des 19. Jahrhunderts zeigen eine kleinteilige, verwinkelt-gewachsene Stadt, die an Medinas im arabischen Kulturkreis erinnern. Der Aufbruch, der sich in Italien politisch zeigte, wurde auch für die Stadtentwicklung wörtlich genommen. Man wollte breite Prachtstraßen in der Gestalt mittelitalienischer oder vor allem französischer Städte, allen voran dem Boulevard Haussmann, nach dem sich der Begriff Haussmannisierung prägte.
Der Bau dieser Straße gehörte zu einem größeren Plan, der die Sprengung des mittelalterlichen Korsetts, der alten Stadtmauer, aber auch eine Belebung der Stadt durch arterielle Aufweitung wichtiger Straßenzüge vorsah. Es war vorgesehen, der Stadt ein modernes Gepräge zu verleihen.: S. 108 Diese Planungen entstanden in der Folge der Fertigstellung des imposanten Teatro Massimo auf dem Gelände des ehemaligen Klosters San Giuliano. Inwieweit die Durchführbarkeit eines derart großen und visionären Planes die Stadtplaner zu ihrer Stadterneuerung motiviert hat, ist heute schlecht abzuschätzen.: S. 100f.
Die Planungen für den Stadtumbau wurden offiziell im Piano regolatore di risanamento festgelegt. Oberster Stadtplaner war Felice Giarrusso, nach dem die Umbaupläne von 1885 benannt wurden, doch der Umbau der Stadtviertel entlang der Via Roma war so umfangreich, dass dafür ein eigener Plan nieder geschrieben wurde, der Piano di risanamento e ampliamento. Gleichzeitig mit dem Bau der Straße wurden auch die angrenzenden Plätze und Häuser erneuert oder völlig neu errichtet.: S. 106f. Die für den Bau erforderliche Schneise in die alte Bausubstanz und ihre „großflächige Stadtzerstörung“ war ein radikaler Einschnitt in das sozio-infrastrukturelle Stadtgefüge und rief Kritiker auf den Plan.: S. 104 Diese waren viel kritischer als vergleichbare Akteure in anderen italienischen Städten dieser Zeit.: S. 112

### Bauabschnitte

#### Durch die zentrale Altstadt
Bemerkenswert ist, dass die im Oktober 1895 anlaufenden Bauarbeiten völlig ohne Genehmigungen erfolgten. Die Stadtverwaltung argumentierte mit der Dringlichkeit der Arbeiten an Sant’Antonio und Conceria, immerhin sollten die Arbeiten 1897 abgeschlossen sein. Dieses Ziel war völlig utopisch und wurde auch nicht lange proklamiert. Entsprechend entrüstet reagierten die Gegner, verständlicherweise vor allem die unmittelbar Betroffenen, allen voran der Marchesi di Monteleone, der seinen prächtigen Palazzo Monteleone aus dem 18. Jahrhundert zur Hälfte verschwinden sah. Der Bauplan sah vor, den Palast vollständig abzutragen, aber aufgrund der Proteste beschränkte man sich nur auf den unbedingt notwendigen Teil zur Via Roma hin. Ein weiterer Besitzer dieses Palazzo war der Principe di Paternò, der immerhin erreichte, dass die Stadt für die Renovierung des erhaltenen Teils einschließlich der Gestaltung zur Piazza San Domenico hin aufkam. 1903 wurde von Antonio Zanca (1861–1958) die Fassade der übrigen Gestaltung des Platzes angepasst.
Mit einer ersten Maßnahme trug man verlassene Gotteshäuser und leerstehende Arbeiterhäuser ab. Diese Arbeiten rissen hässliche Lücken beispielsweise zum Amalfitania und zum Fruchtmarkt. Nördlich der Kirche Sant’Antonio Abbate – genau gegenüber vom Teatro Biondo – konnte nur ein schmaler Streifen entlang der geplanten Via Roma entkernt werden. Auf diesem wurde dann zur Straße hin eine prunkvolle Fassade errichtet, hinter der man städtische Büros baute, nur, „damit man von der Via Roma aus der modern-bürgerlichen Bevölkerung das Elend der armen Ecken nicht zumuten musste“. Dieses kuriose, vorhangartige Bauwerk („laddove la curva della via Maccheronai lambisce quasi la via Roma“ ⊙) ist noch heute erhalten.

Bau der Via Roma
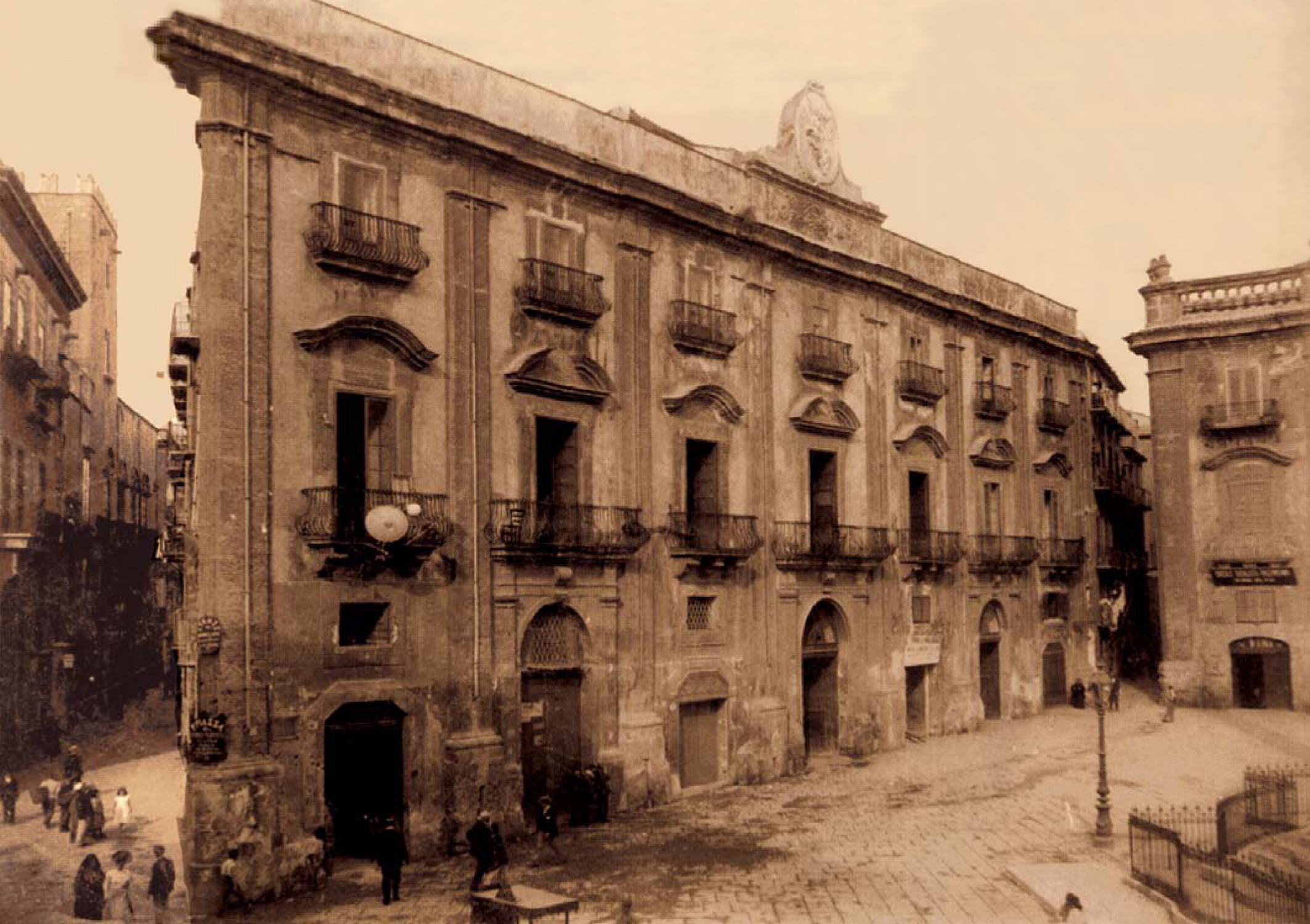
Palazzo Monteleone an der Piazza San Domenico, dessen linker Teil für den Straßenbau abgetragen wurde.
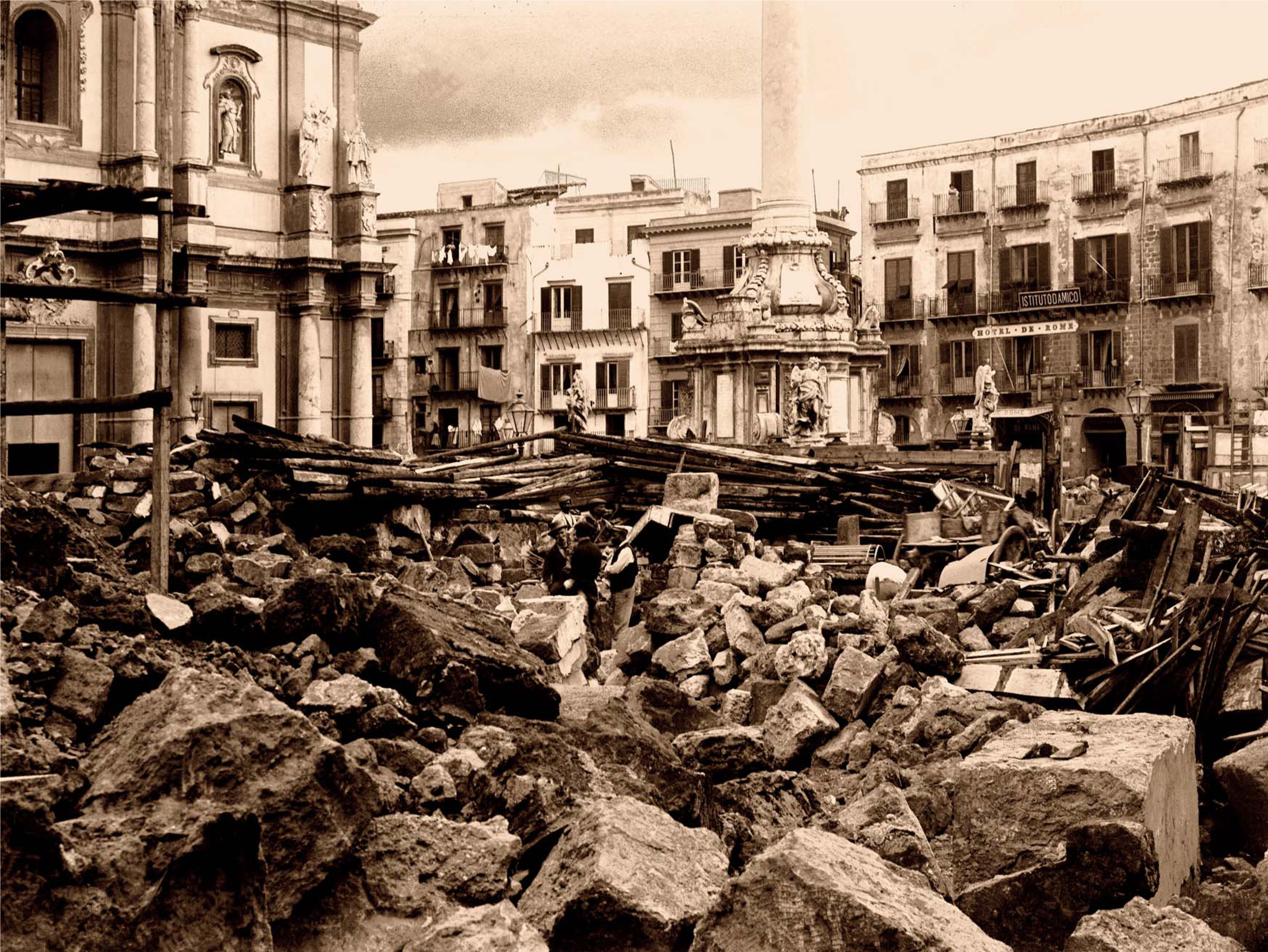
Abgebrochener Palazzo Monteleone an der Piazza San Domenico. Links die Kirche San Domenico
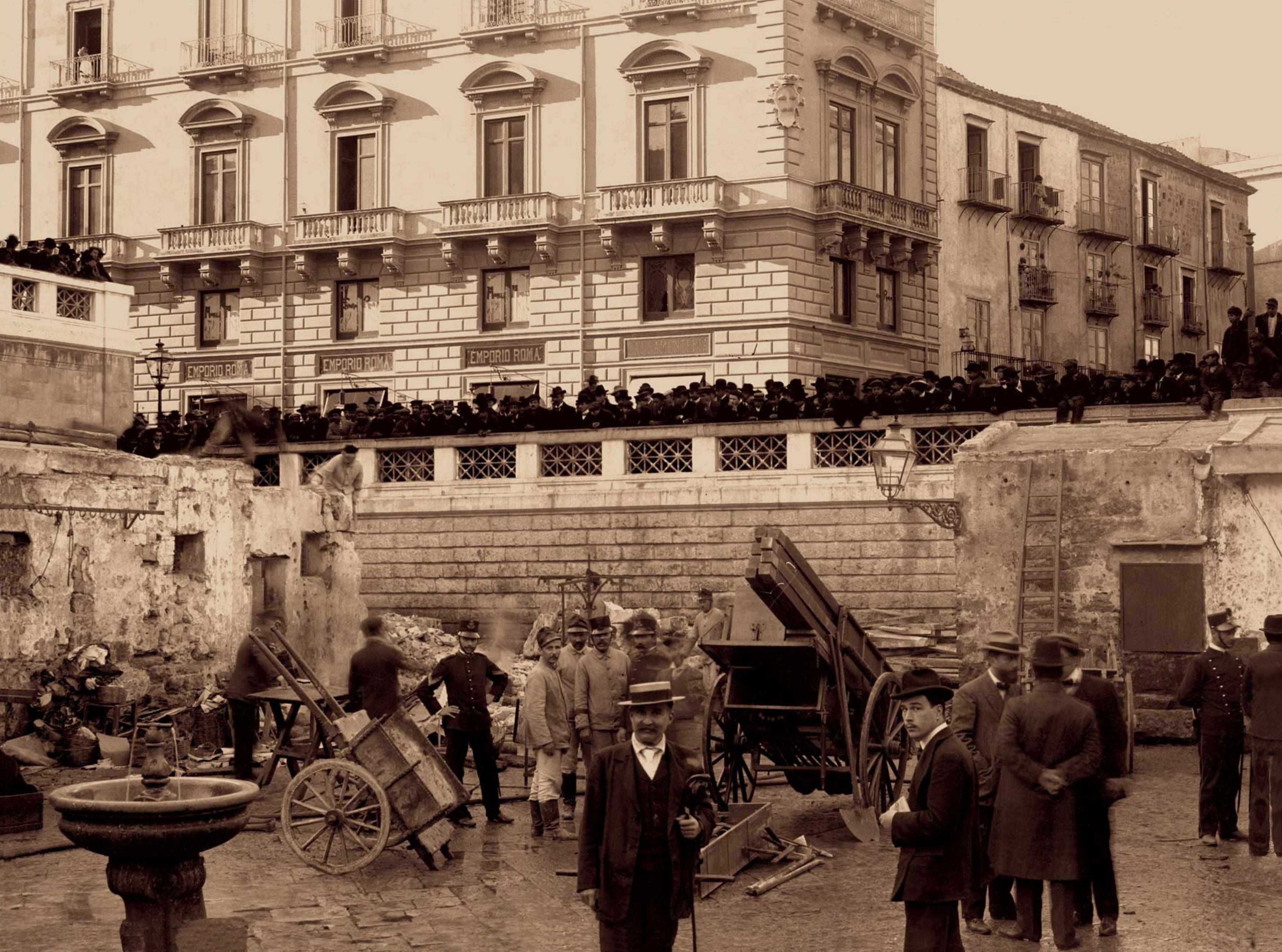
Fruchtmarkt Loggiati della Vucciria. Via Roma hinter Zuschauern, die die Abbrucharbeiten verfolgen.
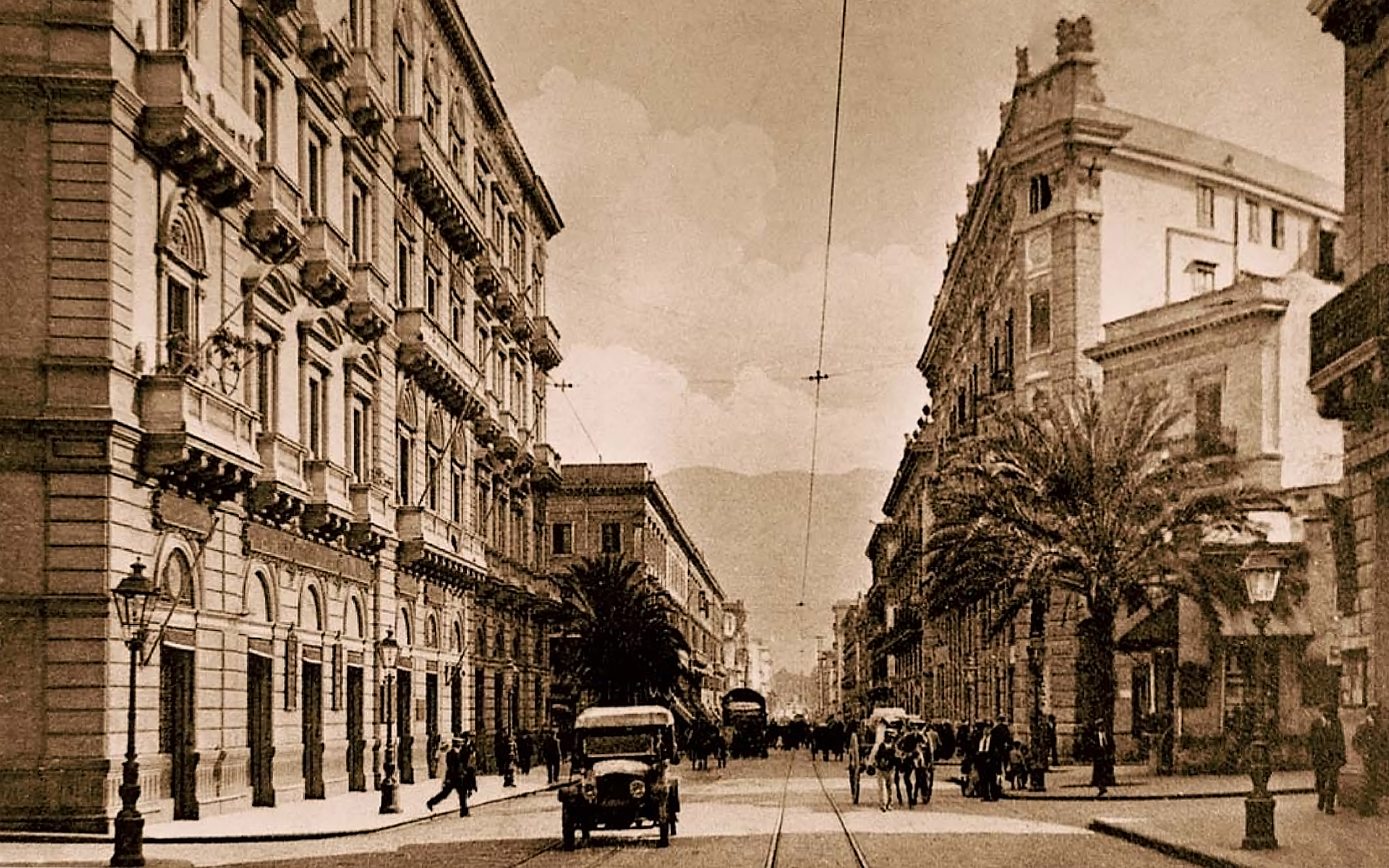
Fertig gestellte Via Roma an der Piazza Due Palme, Blickrichtung Hauptbahnhof

Obwohl die Platzverhältnisse sehr beengt waren, gelang es den Biondo-Brüdern durch ihre guten Kontakte zur Stadtverwaltung, ein von ihnen erworbenes Grundstück für ihr Teatro Biondo als Theater- und Wohnquartier zu projektieren. Eigentlich wäre ein größerer Platz für dieses publikumträchtige Gebäude notwendig gewesen, doch durch nachträglichen Grundstückkauf und kleinere Änderungen der Bauvorschriften konnte das Projekt realisiert werden. Für den Bau der Straße war es in diesem Bereich notwendig, das Gelände anzuheben. Die Kirche Sant’Antonio wäre dieser Maßnahme fast zum Opfer gefallen, wären nicht derart prominente Proteste aus dem Klerus und der Stadtführung eingegangen und hätte man nicht die gesamte Kirche auf einer von einer Balustrade umgebenen Plattform höher gelegt. So blieb diese Kirche erhalten, die zu den ältesten der Stadt gehört und einen Turm aus normannischer Zeit besitzt. Eine städtische Untersuchungskommission stellte 1906/07 später fest, dass die Vergabe illegal gewesen war, weil „fahrlässig und mit menschlichem Versagen“ gehandelt worden war. Außer einer mündlichen Verwarnung wurden allerdings keine Sanktionen gegen die Schuldigen ergriffen.: S. 115
Es ist bezeichnend, dass die Stadt für den Theaterbau die Auflage machte, im Erdgeschoss ein Grand Café zu errichten, um diese Gegend „anständiger“ erscheinen zu lassen. Ein aufgrund der Platzverhältnisse nur wenig vorkragender Mittelrisalit mit angedeuteten Säulengruppen bestimmt die Erscheinung. Ebenerdig befinden sich kleinere Geschäfte, die zur Belebung der Straße beitragen sollten. Die Außengestalt des Gebäudes ist für diese Epoche klassisch-archetypisch, die Innenausstattung jedoch bemerkenswert.

#### Von San Domenico bis Villa Ingham

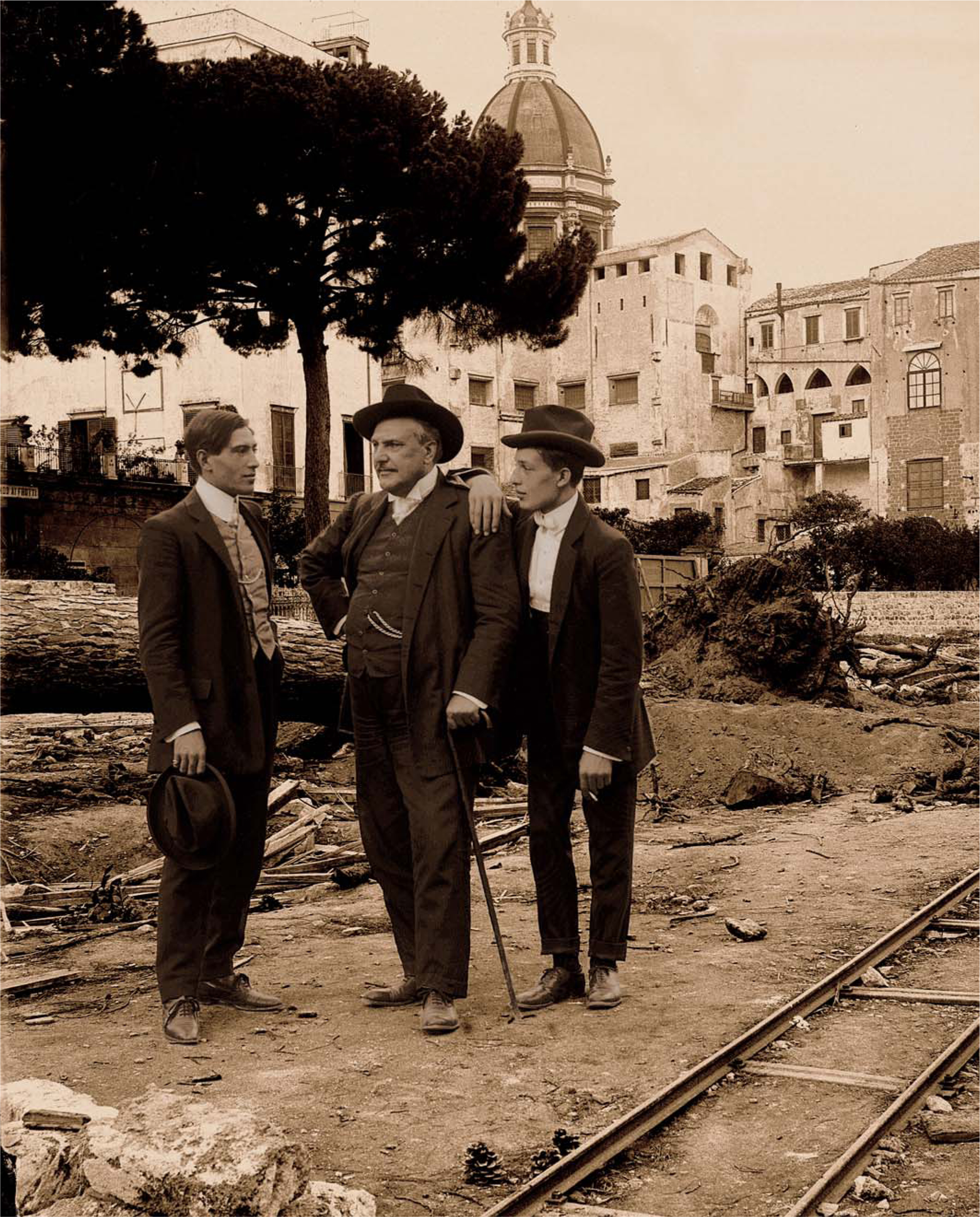
Commendatore Randazzo besucht die Baustelle Via Roma. Hier steht er mit zwei Freunden im Garten des Jesuitenklosters Sant’Ignazio all’Olivella.

Auch der zweite Bauabschnitt, mit dem 1906 begonnen wurde, hatte seine Tücken. Am nördlichen Ende sollte die Via Roma die bereits Ende des 19. Jahrhunderts gebaute Via Ingham aufnehmen, bis sich bei genaueren Messungen herausstellte, dass diese Via Ingham nicht genau in der Verlängerung der Via Roma lag. Bei der Trassierung der Via Roma hatte man sich um wenige Bogenminuten verrechnet, sodass jetzt ein leichter Schwenk in Höhe der Neuapostolischen Kirche Chiesa Anglicana della Holy Cross zu erfolgen hatte; die Geradlinigkeit der Prachtstraße war nicht mehr zu realisieren! Der Chefplaner Giarrusso trat von seinem Posten zurück und der Bürgermeister Giuseppe Tasca Lanza (1849–1917) setzte 1908 die erste Untersuchungskommission ein. Dieser Fehler nahm den Befürwortern den Schwung, den der Bau zuvor noch ausgelöst hatte.
Um die Fehlplanung mit kleinstmöglichem Imageverlust zu beseitigen, trug man eine Ecke des Jesuitenklosters Sant’Ignazio all’Olivella ab und zerstörte einen Teil der vorgelagerten Parkanlage, die zuvor zum Garten des Gebäudes gehört hatte. Die Liegenschaft war wenige Jahre zuvor Staatseigentum geworden; ihr Inneres diente fortan als Archäologisches Regionalmuseum Antonino Salinas. Die Achsverlagerung hinterließ eine Baulücke, die über viele Jahre nicht geschlossen wurde. Versuche, dort eine Parkanlage zu installieren, scheiterten immer wieder. Mehr als zehn Jahre später entstand dort nach Entwürfen von Angelo Mazzone die Hauptpost. Erst sein Nachfolger, Edoardo Caracciolo (1906–1962) konnte den Bau 1933 fertigstellen.

#### Von Corso Vittorio Emanuele bis San Cristoforo und weiter
Diese dritte Bauphase fand zwischen 1908 und 1920 statt, nur unterbrochen während des Ersten Weltkriegs. In Höhe der Via San Cristoforo baute man wieder eine langgestreckte Fassade als Trennwand, diesmal völlig ohne dahinterliegendes Gebäude, um den Besucher der Via Roma den Blick auf die Altstadt zu verdecken.
Auch im dritten Abschnitt stand der Bau einer Bühne bevor, diesmal initiiert von der Familie Finocchiaro. Die neue Spielstätte sollte ganz im Zeichen der Zeit eher ein Kino als ein Theater werden. Die Bauweise war inspiriert vom europäischen Art-Déco-Stil. Die Einrichtung wurde schnell das wichtigste Kino der Stadt, doch nach dem Tod ihrer Inhaber konnte die Qualität nicht gehalten werden. In den 1960er Jahren wurde sie Heimstatt für Pornofilme. Erst mit erneutem Inhaberwechsel und Renovierungsarbeiten in den 1990er Jahren war die Institution wieder familientauglich.
In einer vierten Bauphase entstand schließlich das monumentale Doppeleckgebäude zum zentralen Bahnhof und die Piazza Giulio Césare. Die überhöhten barocken Anklänge stehen ganz im Zeichen des Faschismus. Sie konnten 1932, zehn Jahre nach Baubeginn, fertiggestellt werden.: S. 125f.

### Neu errichtete Bauwerke
Neben den bereits erwähnten Bauwerken sind weitere sehenswerte Gebäude entstanden. An erster Stelle zu nennen ist die Casa Ammirata an der Straßenecke Via Roma/ Piazza Colonna, die Francesco Paolo Rivas (1854–1918) entworfen hatte und die in den Jahren 1908 bis 1911 errichtet wurde. Das Haus mit nahezu quadratischem Grundriss verfügt über eine symmetrische Fassade in Bezug auf die Ecken, die je von einem schönen kleinen Turm hervorgehoben wird, der die beiden Teile verbindet. Im Stil der Zeit ist der Haupteingang mit einem eleganten Blumenmuster versehen.: S. 122f. Das interessanteste Bauwerk im zweiten Bauabschnitt dürfte das frei stehende Versicherungsgebäude Generali sein, das von Ernesto Basile entworfen und zwischen 1912 und 1914 errichtet wurde. Es steht für einen damals völlig neuen, modernistischen Baustil, erinnert an die Esposizione Universale di Roma und weicht somit von den zu dieser Zeit üblicherweise errichteten Häusern mit ihrer neoklassizistischen Ornamentik ab.

Obwohl die Via Roma nicht wie gewünscht gebaut werden konnte, ist sie doch eine der repräsentativsten Straßen der Stadt und steht ganz in der Zeitläufte, sei es der ausgehenden Belle Époque, dem Neorealismus oder dem Faschismus. Der Wunsch, im Orchester der europäischen Metropolen dabei zu sein und die wenig geliebten Viertel zu verstecken, ist aber offenbar gelungen. Renato Zappulla, anerkannter palermischer Stadtplaner und Architekt hebt hervor, dass: 

„pur non essendo una realizzazione felice, via Roma, può considerarsi un elemento architettonico ormai storicizzato, da ritenersi oggetto di salvaguardia e di recupero, senza dubbio testimonianza del periodo particolare che ha caratterizzato in modo notevole la città.“

„auch wenn die Via Roma keine geglückte städtebauliche Lösung darstellt, kann sie mittlerweile als Teil des historisch gewachsenen Stadtbildes betrachtet werden. Sie sollte erhalten und hergerichtet werden. Sie ist ohne Zweifel Ausdruck der besonderen Zeit, die die Stadt erheblich geprägt hat.“